# Mesoligia semicretacea
Mesoligia semicretacea är en fjärilsart som beskrevs av Alphéraky 1897. Mesoligia semicretacea ingår i släktet Mesoligia och familjen nattflyn. Inga underarter finns listade i Catalogue of Life.